# Didymodon amblyophyllus
Didymodon amblyophyllus là một loài Rêu trong họ Pottiaceae. Loài này được (Hook.) Broth. mô tả khoa học đầu tiên năm 1902.